# 井上よしひさ
井上 よしひさ（いのうえ よしひさ、1972年6月20日 - ）は、日本の漫画家。男性。東京都調布市出身。主に成人向け漫画を舞台に活躍しているが、一般向けの漫画も執筆している。

## 概要
- デビュー作は秋田書店の漫画雑誌『週刊少年チャンピオン』2001年1号にて掲載された「幕末ぶらじゃあ伝」[3]。
- 業界一のポニーテールフェチとして有名。執筆作品のほとんどにポニーテールの少女が登場する。
- ライトノベル作家の賀東招二と親交があり、賀東の著作『フルメタル・パニック!』シリーズのうち短編「押し売りのフェティッシュ」に登場する「ぽに男」のモデル。雑誌などに掲載される著者近影は、「ぽに男」と同じ「馬の面を被った男」である。
- 『怪盗セイント・テール』の熱烈なファン。この作品にハマった事がポニーテールフェチの原体験の一つと公言しており、同人サークル「フューラームーン製作委員会」でサークル運営者であるポール・ブリッツと組み、暇を取れる際には彼を手伝う形で提供挿絵・オマケ漫画などを執筆し怪盗セイント・テールの同人誌を製作していた。現在では同人サークル「ポニー牧場」を主催し、個人名義で同人誌を製作している。これらの同人誌作品は主にコミックマーケットなどの同人誌即売会で頒布されているが、2011年からは台湾の「Fancy Frontier 開拓動漫祭」にも参加している[4]。
- 熱心なダムマニアであり、全国各地のダムを巡って多数のダムカードを収集している。また作品の登場人物の名字に実在のダム名をよく使用している。これが高じて、女子高生がダムを巡る『ダムマンガ』を『ヤングキングアワーズGH』（少年画報社）にて連載していた。
- 2019年5月より一般向創作用ペンネームとして「まーうぇい」を使用している（ペンネームの由来は中国語の「馬尾」）[1]。

## 作品リスト

### 一般コミック
- 『おじいちゃんは少年探偵』 （2006年 - 2009年、ジャイブ『月刊コミックラッシュ』、全5巻、一般向けにおける初単行本化作品）
- 『○○デレ』 （ジャイブ『月刊コミックラッシュ』、〈CR COMICS DX〉、全2巻）
  1. 2010年8月7日発売[5]、ISBN 978-4-86176-780-7
  2. 2011年9月7日発売[6]、ISBN 978-4-86176-864-4
- 『ダムマンガ』 （2014年 - 2016年、少年画報社『ヤングキングアワーズGH』、全4巻）

### 成年コミック・非指定
- 『上野カンナの発情研究室』 （2014年11月10日発売[7]、少年画報社『ヤングコミック』、〈ヤングキングコミックス〉、ISBN 978-4-78595-412-3、全1巻）

### 成年コミック
1. 『ポニー牧場』 （2001年11月発売、ヒット出版社〈セラフィンコミックス〉、ISBN 4-89465-188-2、初単行本）
2. 『ポニーしばり』 （2002年5月発売、ヒット出版社〈セラフィンコミックス〉、ISBN 4-89465-201-3）
3. 『同時多発エロ』 （2003年1月発売、ヒット出版社〈セラフィンコミックス〉、ISBN 4-89465-221-8）
4. 『00ななこ』 （2003年10月発売、ヒット出版社〈セラフィンコミックス〉、ISBN 4-89465-242-0）
5. 『ひみつのえんげき』 （2004年7月発売、ヒット出版社〈セラフィンコミックス〉、ISBN 4-89465-276-5）
6. 『Escape Artist 脱出少女』 （2005年4月発売、ヒット出版社〈セラフィンコミックス〉、ISBN 4-89465-299-4）
7. 『淳 〜すなお〜』 （2006年6月発売、ヒット出版社〈セラフィンコミックス〉、ISBN 4-89465-330-3）
8. 『Escape Creator』 （2008年8月7日発売[8]、ヒット出版社〈セラフィンコミックス〉、ISBN 978-4-8946-5404-4）
9. 『縄士 -NAWASHI-』 （2009年10月23日発売[9]、ヒット出版社〈セラフィンコミックス〉、ISBN 978-4-89465-459-4）
10. 『縛姫 -シバラレヒメ-』 （2010年8月6日発売[10]、ヒット出版社〈セラフィンコミックス〉、ISBN 978-4-89465-487-7）
11. 『マゾシャン』 （2011年9月9日発売[11]、ヒット出版社〈セラフィンコミックス〉、ISBN 978-4-89465-529-4）
12. 『拘束違反』 （2012年5月11日発売[12]、ヒット出版社〈セラフィンコミックス〉、ISBN 978-4-89465-554-6）
13. 『TEACHER×TEACHER』 （2013年4月12日発売[13]、ヒット出版社〈セラフィンコミックス〉、ISBN 978-4-89465-588-1）
14. 『じょしてつ』 （2014年1月24日発売[14]、ヒット出版社〈セラフィンコミックス〉、ISBN 978-4-89465-616-1）
15. 『制服JK』 （2017年7月14日発売[15]、ヒット出版社〈セラフィンコミックス〉、ISBN 978-4-89465-728-1）
16. 『あこがれの先輩を縛って逃げられなくして×××』 （2018年5月22日発売[16]、ヒット出版社〈セラフィンコミックス〉、ISBN 978-4-89465-763-2）
17. 『くノ一淫縛大戦』 （2019年7月17日発売[17]、ヒット出版社〈セラフィンコミックス〉、ISBN 978-4-89465-804-2）
18. 『現実世界チート縄師 はたらくお姉さんを緊縛生ハメイかせ無双』 （2020年10月13日発売[18]、ヒット出版社〈セラフィンコミックス〉、ISBN 978-4-89465-846-2）
19. 『女スパイ淫縛拷問大作戦』 （2022年3月16日発売[19]、ヒット出版社〈セラフィンコミックス〉、ISBN 978-4-89465-884-4）